# Fountain (Wisconsin)
Fountain – miasto w Stanach Zjednoczonych, w stanie Wisconsin, w hrabstwie Juneau.